# Mistrzostwa Polski w Short Tracku 2010
Mistrzostwa Polski w Short Tracku 2010 – 14. edycja mistrzostw, która odbyła się w dniach 12–14 marca 2010 roku w hali widowiskowo-sportowej im. Cieszyńskich Olimpijczyków w Cieszynie.

## Wyniki

### Kobiety

#### 500 metrów
Finał
| Miejsce | Zawodniczka          | Klub              | Wynik  | Punkty |
| ------- | -------------------- | ----------------- | ------ | ------ |
| 1.      | Patrycja Maliszewska | Juvenia Białystok | 46,079 | 34     |
| 2.      | Karolina Regucka     | Juvenia Białystok | 47,184 | 21     |
| 3.      | Agnieszka Tawrel     | Juvenia Białystok | 47,207 | 13     |
| 4.      | Anna Romanowicz      | Juvenia Białystok | 47,393 | 8      |

#### 1000 metrów
Finał
| Miejsce | Zawodniczka          | Klub              | Wynik    | Punkty |
| ------- | -------------------- | ----------------- | -------- | ------ |
| 1.      | Paula Bzura          | Juvenia Białystok | 1:49,676 | 34     |
| 2.      | Anna Romanowicz      | Juvenia Białystok | 1:50,062 | 21     |
| 3.      | Patrycja Maliszewska | Juvenia Białystok | 1:50,538 | 13     |
| 4.      | Karolina Regucka     | Juvenia Białystok | 1:53,195 | 8      |

#### 1500 metrów
Finał
| Miejsce | Zawodniczka          | Klub              | Wynik    | Punkty |
| ------- | -------------------- | ----------------- | -------- | ------ |
| 1.      | Paula Bzura          | Juvenia Białystok | 2:30,254 | 34     |
| 2.      | Patrycja Maliszewska | Juvenia Białystok | 2:30,385 | 21     |
| 3.      | Karolina Regucka     | Juvenia Białystok | 2:30,782 | 13     |
| 4.      | Agnieszka Tawrel     | Juvenia Białystok | 2:33,707 | 8      |
| 5.      | Marta Wójcik         | OMKŁS Opole       | 2:37,027 | 5      |
| 6.      | Malwina Zawada       | AZS Opole         | 2:39,701 | 3      |

#### Superfinał 3000 metrów
Finał
| Miejsce | Zawodniczka          | Klub              | Wynik    | Punkty |
| ------- | -------------------- | ----------------- | -------- | ------ |
| 1.      | Patrycja Maliszewska | Juvenia Białystok | 5:51,171 | 34     |
| 2.      | Paula Bzura          | Juvenia Białystok | 5:51,503 | 21     |
| 3.      | Anna Romanowicz      | Juvenia Białystok | 5:52,479 | 13     |
| 4.      | Karolina Regucka     | Juvenia Białystok | 5:52,496 | 8      |
| 5.      | Malwina Zawada       | AZS Opole         | 5:58,483 | 5      |
| 6.      | Marta Wójcik         | OMKŁS Opole       | 6:00,458 | 3      |
| 7.      | Agnieszka Tawrel     | Juvenia Białystok | 6:24,417 | 2      |

#### Wielobój
Klasyfikacja
| Miejsce | Zawodniczka          | Klub              | Dystanse | Dystanse | Dystanse | Punkty |
| Miejsce | Zawodniczka          | Klub              | 1500 m   | 500 m    | 1000 m   | Punkty |
| ------- | -------------------- | ----------------- | -------- | -------- | -------- | ------ |
| 1.      | Patrycja Maliszewska | Juvenia Białystok | 2        | 1        | 3        | 102    |
| 2.      | Paula Bzura          | Juvenia Białystok | 1        | 9        | 1        | '94    |
| 3.      | Karolina Regucka     | Juvenia Białystok | 3        | 2        | 4        | 50     |
| 4.      | Anna Romanowicz      | Juvenia Białystok | 19       | 4        | 2        | 42     |
| 5.      | Agnieszka Tawrel     | Juvenia Białystok | 4        | 3        | 5        | 23     |
| 6.      | Malwina Zawada       | AZS Opole         | 6        | 10       | 17       | 8      |
| 7.      | Marta Wójcik         | OMKŁS Opole       | 5        | 7        | 6        | 8      |

#### Sztafeta 3000 metrów
Finał
| Miejsce | Klub | Wynik    |
| ------- | --- | -------- |
| 1.      | Juvenia Białystok Agnieszka Bawerna Karolina Regucka Patrycja Maliszewska Paula Bzura                       | 4:30,928 |
| 2.      | Juvenia Białystok II Agnieszka Olechnicka Agnieszka Tawrel Anna Romanowicz Anna Twardowska Beata Podwysocka | 4:36,137 |
| 3.      | AZS Opole Barbara Kobylakiewicz Kaja Pniewska Magdalena Szwajlik Malwina Zawada                             | 4:38,313 |
| 4.      | Juvenia Białystok III Agata Bogdan Joanna Adamska Natalia Kozłowska Nikola Mazur                            | 4:49,836 |

### Mężczyźni

#### 500 metrów
Finał
| Miejsce | Zawodnik        | Klub              | Wynik  | Punkty |
| ------- | --------------- | ----------------- | ------ | ------ |
| 1.      | Bartosz Konopko | Juvenia Białystok | 42,950 | 34     |
| 2.      | Dariusz Kulesza | Juvenia Białystok | 43,026 | 21     |
| 3.      | Jakub Jaworski  | Juvenia Białystok | 43,342 | 13     |
| 4.      | Rafał Piórecki  | Juvenia Białystok | 43,354 | 8      |

#### 1000 metrów
Finał
| Miejsce | Zawodnik           | Klub              | Wynik    | Punkty |
| ------- | ------------------ | ----------------- | -------- | ------ |
| 1.      | Bartosz Konopko    | Juvenia Białystok | 1:31,430 | 34     |
| 2.      | Dawid Rzemieniecki | Juvenia Białystok | 1:31,491 | 21     |
| 3.      | Jakub Jaworski     | Juvenia Białystok | 1:31,497 | 13     |
| 4.      | Jakub Borowski     | Juvenia Białystok | 1:34,148 | 8      |
| 5.      | Rafał Piórecki     | Juvenia Białystok | 1:37,535 | 5      |

#### 1500 metrów
Finał
| Miejsce | Zawodnik           | Klub              | Wynik    | Punkty |
| ------- | ------------------ | ----------------- | -------- | ------ |
| 1.      | Bartosz Konopko    | Juvenia Białystok | 2:26,138 | 34     |
| 2.      | Dariusz Kulesza    | Juvenia Białystok | 2:26,442 | 21     |
| 3.      | Jakub Jaworski     | Juvenia Białystok | 2:26,969 | 13     |
| 4.      | Kamil Dziubek      | Juvenia Białystok | 2:38,652 | 8      |
| 5.      | Rafał Piórecki     | Juvenia Białystok | PEN      |        |
| 6.      | Wojciech Kraśnicki | Juvenia Białystok | PEN      |        |

#### Superfinał 3000 metrów
Finał
| Miejsce | Zawodniczka        | Klub              | Wynik    | Punkty |
| ------- | ------------------ | ----------------- | -------- | ------ |
| 1.      | Jakub Jaworski     | Juvenia Białystok | 5:07,906 | 34     |
| 2.      | Dawid Rzemieniecki | Juvenia Białystok | 5:09,914 | 21     |
| 3.      | Jakub Borowski     | Juvenia Białystok | 5:12,919 | 13     |
| 4.      | Dariusz Kulesza    | Juvenia Białystok | 5:14,997 | 13     |
| 5.      | Kamil Dziubek      | Juvenia Białystok | 5:32,960 | 5      |
| 6.      | Bartosz Konopko    | Juvenia Białystok | 5:49,361 | 3      |
| -       | Rafał Piórecki     | Juvenia Białystok | DNS      | 0      |

#### Wielobój
Klasyfikacja
| Miejsce | Zawodniczka        | Klub              | Dystanse | Dystanse | Dystanse | Punkty |
| Miejsce | Zawodniczka        | Klub              | 1500 m   | 500 m    | 1000 m   | Punkty |
| ------- | ------------------ | ----------------- | -------- | -------- | -------- | ------ |
| 1.      | Bartosz Konopko    | Juvenia Białystok | 1        | 1        | 1        | 105    |
| 2.      | Jakub Jaworski     | Juvenia Białystok | 3        | 3        | 3        | 73     |
| 3.      | Dariusz Kulesza    | Juvenia Białystok | 2        | 2        | 7        | 55     |
| 4.      | Dawid Rzemieniecki | Juvenia Białystok | 19       | 6        | 2        | 42     |
| 5.      | Jakub Borowski     | Juvenia Białystok | 34       | 18       | 4        | 21     |
| 6.      | Kamil Dziubek      | Juvenia Białystok | 4        | 16       | 17       | 13     |
| 7.      | Rafał Piórecki     | Juvenia Białystok | 6        | 4        | 5        | 13     |
| 8.      | Wojciech Kraśnicki | Juvenia Białystok | 5        | 8        | 9        | 0      |

#### Sztafeta 5000 metrów
Finał
| Miejsce | Klub                                                                                                 | Wynik    |
| ------- | --- | -------- |
| 1.      | Juvenia Białystok Bartosz Konopko Dariusz Kulesza Jakub Jaworski Rafał Piórecki                      | 7:22,458 |
| 2.      | Juvenia Białystok III Kamil Dziubek Łukasz Michalczuk Marek Taudul Radosław Zawiślak                 | 7:32,830 |
| 3.      | Juvenia Białystok V Jakub Korolczuk Marcin Bogdan Stefan Soszka Szymon Wilczyk                       | 8:26,869 |
| 4.      | Juvenia Białystok II Dawid Rzemieniecki Jakub Borowski Marcin Makarczuk-Jackowski Wojciech Kraśnicki | PEN      |